# Möllevången-Sofielunds församling
Möllevången-Sofielunds församling var en församling i Malmö Norra kontrakt i Lunds stift. Församlingen låg i Malmö kommun i Skåne län och utgjorde ett eget pastorat. Församlingen uppgick 2014 i Malmö S:t Johannes församling.

## Administrativ historik
Församlingen bildades år 2002 genom sammanläggning av Möllevångens församling och Sofielunds församling och församlingen utgjorde därefter till 2014 ett eget pastorat. Församlingen uppgick 2014 i Malmö S:t Johannes församling.

## Kyrkor
- Sankta Maria kyrka
- Sankt Matteus kyrka